# Worcester Warriors
Els Worcester Warriors són un club de rugbi a 15 que està jugant al Campionat d'Anglaterra de rugbi a 15. Fou fundat l'any 1871 pel reverend Francis John Ede. Jugà el seu primer partit contra Artillery el 8 de november del 1871.